# Netišyn
Netišyn (ukrajinsky Неті́шин, rusky Нете́шин – Nětěšin) je město v Chmelnycké oblasti na Ukrajině. Leží na řece Horyň u hranice s Rovenskou oblastí zhruba 104 kilometrů na sever od Chmelnyckého, oblastního hlavního města. V roce 2022 žilo v Netišynu přes 36 tisíc obyvatel. Nejbližší železniční stanice je šest kilometrů vzdálený Kryvyn na trati Šepetivka – Zdolbuniv.
První písemná zmínka o zdejší vesničce pochází z roku 1542, rozvoj v město nastal nárazově s výstavbou Chmelnycké jaderné elektrárny jižně od vsi v roce 1981. Městem je Netišyn oficiálně od roku 1984.